# Palazzo delle Orsoline (Parma)
Il Palazzo delle Orsoline è un edificio dalle forme barocche, situato in borgo delle Orsoline 2 a Parma; costituisce la Casa madre delle suore orsoline missionarie del Sacro Cuore di Gesù.

## Storia
Il palazzo fu edificato a partire dal 1676 su un lotto di terreno divenuto di proprietà delle Suore Orsoline Missionarie del Sacro Cuore di Gesù grazie ad un lascito della contessa Mamiani, in seguito all'abbattimento nel 1653 della preesistente chiesa di Sant'Anastasio. I lavori, avviati anche attraverso l'aiuto della Corte ducale, presero avvio, seguendo le norme architettoniche e funzionali per la costruzione dei collegi dei Gesuiti, dalla porzione sud-ovest del grande edificio, aggregando anche stabili adiacenti all'interno dello stesso isolato.
Il palazzo fu completato nel 1722, con la costruzione dei quattro corpi rettangolari attorno al giardino centrale.
Nei decenni successivi furono realizzati gli ambienti interni di maggior pregio ed in particolare le cappelle.
Nel 1808 fu aggiunto l'orologio sulla torretta del palazzo per volontà della principessa Maria Antonia Gioseffa di Borbone-Parma, figlia del duca Ferdinando I di Parma, che era entrata nel noviziato nel 1802; la stessa riuscì ad evitare la soppressione dell'ordine durante il periodo napoleonico, grazie all'apertura nel 1810 di una scuola per le alunne esterne all'interno del palazzo.
In seguito all'Unità d'Italia il collegio rischiò nuovamente la soppressione in quanto non rispondente ai piani nazionali dell'istruzione, ma riuscì a sopravvivere assumendo nel 1886 la forma giuridica di congregazione religiosa.
L'edificio fu sede per decenni, oltre che di una scuola media ed un liceo classico, della scuola elementare Sant'Orsola (attuale scuola primaria paritaria Edith Stein), prima che nel 1961 si spostasse in via De Giovanni, ove fu gestita fino al 2013 da parte delle Orsoline.
Il palazzo, divenuto già nel 1951 sede di collegio universitario femminile, mantenne tale funzione fino agli inizi del XXI secolo, quando furono avviati lunghi e complessi lavori di risanamento e restauro degli spazi interni, che si conclusero alla fine del 2011 e consentirono di riportare al loro originario splendore numerosi ambienti del palazzo; dall'anno successivo il collegio ospita nuovamente nelle sue 30 camere studentesse universitarie fuori sede.

## Descrizione

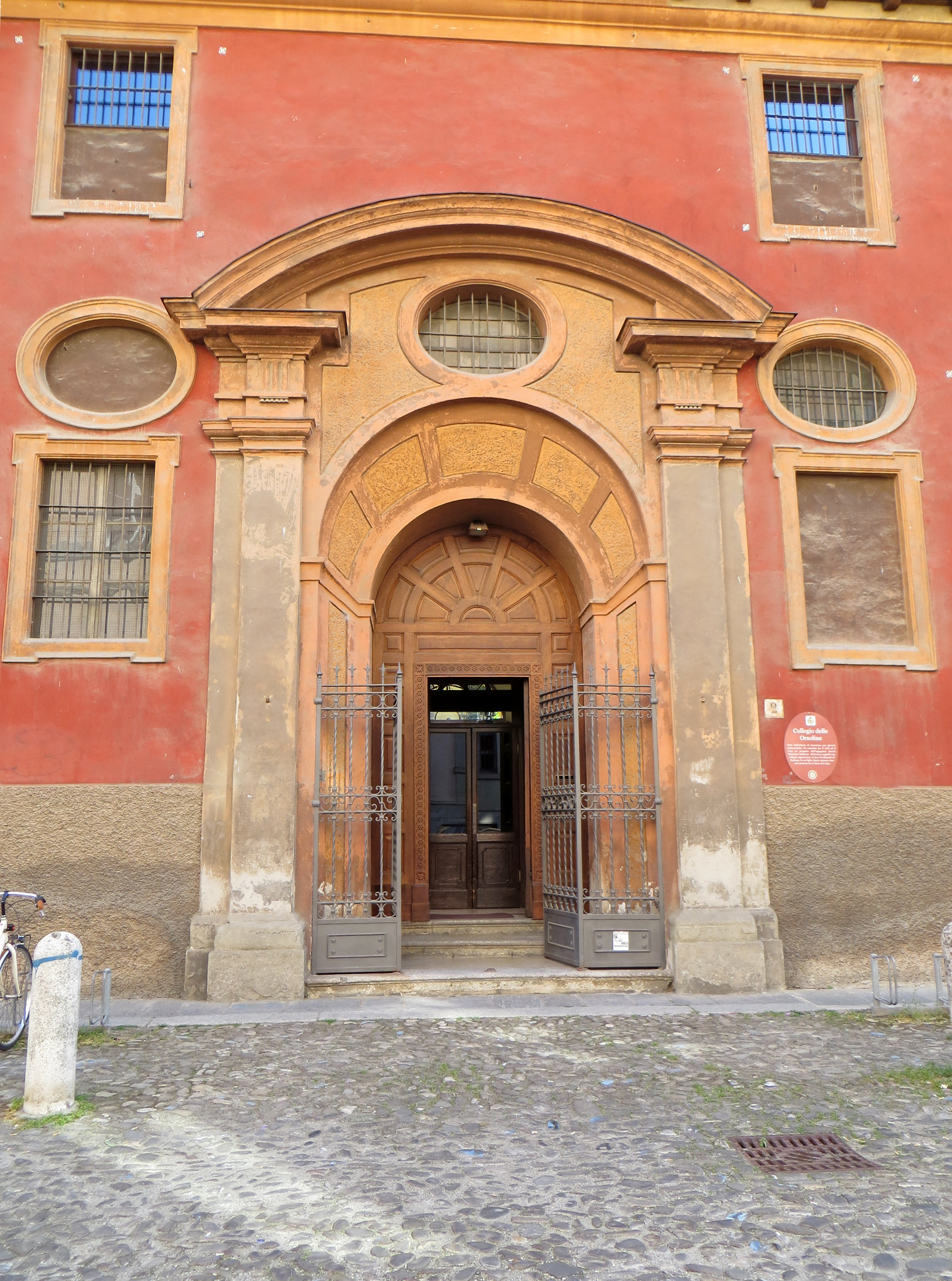
Portale d'ingresso

Il palazzo è suddiviso in due corpi principali; quello più antico a sud-ovest si articola attorno ad un cortile rettangolare, mentre quello più recente si sviluppa in modo regolare e simmetrico attorno ad un grande cortile centrale destinato a giardino.
Il prospetto principale e quello su strada Cavestro si distinguono per il rivestimento ad intonaco color bordeaux e le numerose finestre inquadrate da cornici barocche gialle; caratteristici sono anche gli spigoli arrotondati e soprattutto il grande portale d'ingresso, che, contornato da alcune finestre ovali, grazie ad un effetto prospettico sembra preceduto da un lungo corridoio coperto da una volta a botte. In corrispondenza della facciata d'ingresso, oltre il tetto si innalza un corpo più alto, aperto verso il cortile interno con un elegante loggiato, su cui è posizionato l'antico orologio ottocentesco.
Attraversando un ampio androne, in cui una lapide ricorda le visite al collegio da parte di papa Pio VII, avvenute nel 1804, nel 1805, nel 1814 e nel 1815, si accede al corridoio aperto sul grande cortile centrale. Al piano terreno si trovano gli ambienti destinati alle funzioni del collegio: due refettori (tra cui il Refettorio delle Educande, interamente decorato con un ciclo paesaggistico), sale studio, saloni ricreativi e due cappelle, oltre alle camere per le educande, già singole all'epoca.
Al primo piano sono collocate le stanze di maggior pregio, caratterizzate, oltre che dalle maggiori dimensioni, dallo sviluppo a doppia altezza; vi si trovano altre tre cappelle, tra cui la Cappella Maggiore, e la grande Sala dell'Annunciazione, ricca di antichi dipinti risalenti ai secoli dal XVI al XIX.
All'ultimo piano, all'interno dell'alto corpo sull'ingresso, sono ancora presenti gli antichi stenditoi.
Complessivamente quasi tutti gli ambienti interni principali presentano notevoli testimonianze antiche. Gli archivi registrano interventi dei più importanti artisti parmigiani dal XVII al XIX secolo, tra i quali Alessandro Bernabei, Vincenzo Spisanelli, Antonio Bresciani, Giovanni Bolla, Giovan Battista Borghesi e Francesco Scaramuzza.

### Le cappelle

#### Cappella dei Martiri
Piccola cappella del piano terreno, fu realizzata nel 1802. Conserva al suo interno numerose reliquie di santi, tra cui un frammento della Vera Croce.

#### Cappella dell'Immacolata
Piccola cappella del piano terreno, fu realizzata nel 1723 su probabile progetto di Giovan Battista Bettoli. Presenta un particolare soffitto a doppia volta, di cui quella inferiore traforata, di derivazione dalla bibienesca chiesa di Sant'Antonio Abate. Conserva al suo interno la pregevole pala dell'Immacolata.

#### Cappella di San Giuseppe
Piccola cappella del primo piano, fu realizzata nel 1760.

#### Cappella della Madonna di Savona
Piccola cappella del primo piano, fu realizzata nel 1856.

#### Cappella Maggiore
Grande cappella del primo piano, fu realizzata contestualmente alla costruzione del palazzo ed abbellita nel 1821 grazie alla principessa Maria Antonia Gioseffa di Borbone-Parma. Dedicata a sant'Orsola, sorge all'interno di un vano rettangolare coperto da volte unghiate a padiglione, aperto verso il cortile attraverso tre grandi finestroni voltati; priva di coro, presenta una serie di stalli lignei lungo le pareti laterali, interamente affrescate nel 1821 da Alessandro Timoteo Cocchi e Angelo Azzi con scene paesaggistiche visibili oltre una finta balaustra dipinta. Conserva al suo interno un pregevole altare neoclassico, le reliquie di due martiri compagne di Sant'Orsola, un Gesù Bambino del XVII secolo e la pala del Martirio di Sant'Orsola, dipinta nel 1723 da Clemente Ruta.